# Начо, Никола
Никола Начо (алб. Nikolla Naço; 1843, Корча, Османская империя — 1913, Бухарест, Королевство Румыния) — видный деятель Албанского национального возрождения, националист.

## Биография
Будучи подростком, отправился сперва в Египет, а затем в Румынию. В 1884 году в Бухаресте вступил в албанское национально-культурное общество Drita. В 1892 году стал директором, созданной им албанской нормальной школы в Бухаресте, одновременно был председателем общества Drita.
Работал в интересах албанского национального возрождения, занимался распространением национальных идей среди соотечественников на родине и за рубежом, открывал албанские школы и др.
Наряду с руководством албанской нормальной школой в Румынии в 1888—1903 годах издавал газету «Албанцы» (Shqiptari) в Бухарест (с перерывом), старейшую албанскую газету в Румынии.
Выступал против албанского алфавита, основанного на арабском и предпочёл ему латиницу, которая, по его мнению, была важна для объединения албанцев. Во всех своих публикаций Начо использовал алфавит, основанный на румынском языке.
Выступал за сотрудничество между албанцами и аромунами из Македонии, Албании и региона Пинд. Рассчитывал на получение румынской политической и материальной помощи, поскольку Румыния была заинтересована в аромунах и поддержку стран Тройственного союза. Чтобы заручиться полной поддержкой Румынии, Начо выступил за объединение аромунских и албанских национальных движений в объединённое албанско-аромунское государство, которое могло бы противостоять Черногории, Сербии, Болгарии и Греции.
Умер в Бухаресте в 1913 году.